# ديف ألين (ملحن)
ديف ألين (بالإنجليزية: Dave Allen)‏ هو عازف قيثارة ومنتج أسطوانات وملحن بريطاني، ولد في 23 ديسمبر 1955 في كمبريا في المملكة المتحدة.

## وصلات خارجية
- ديف ألين على موقع ميوزك برينز (الإنجليزية)
- ديف ألين على موقع أول ميوزيك (الإنجليزية)
- ديف ألين على موقع ديسكوغز (الإنجليزية)